# ديفيد لان (سياسي أمريكي)
ديفيد لان هو سياسي أمريكي، ولد في 6 يوليو 1927 في غلوستر في الولايات المتحدة، وتوفي في 13 فبراير 2020. انتخب عضو مجلس نواب ماساتشوستس ‏.